# Ulica o. Augustyna Kordeckiego w Bydgoszczy

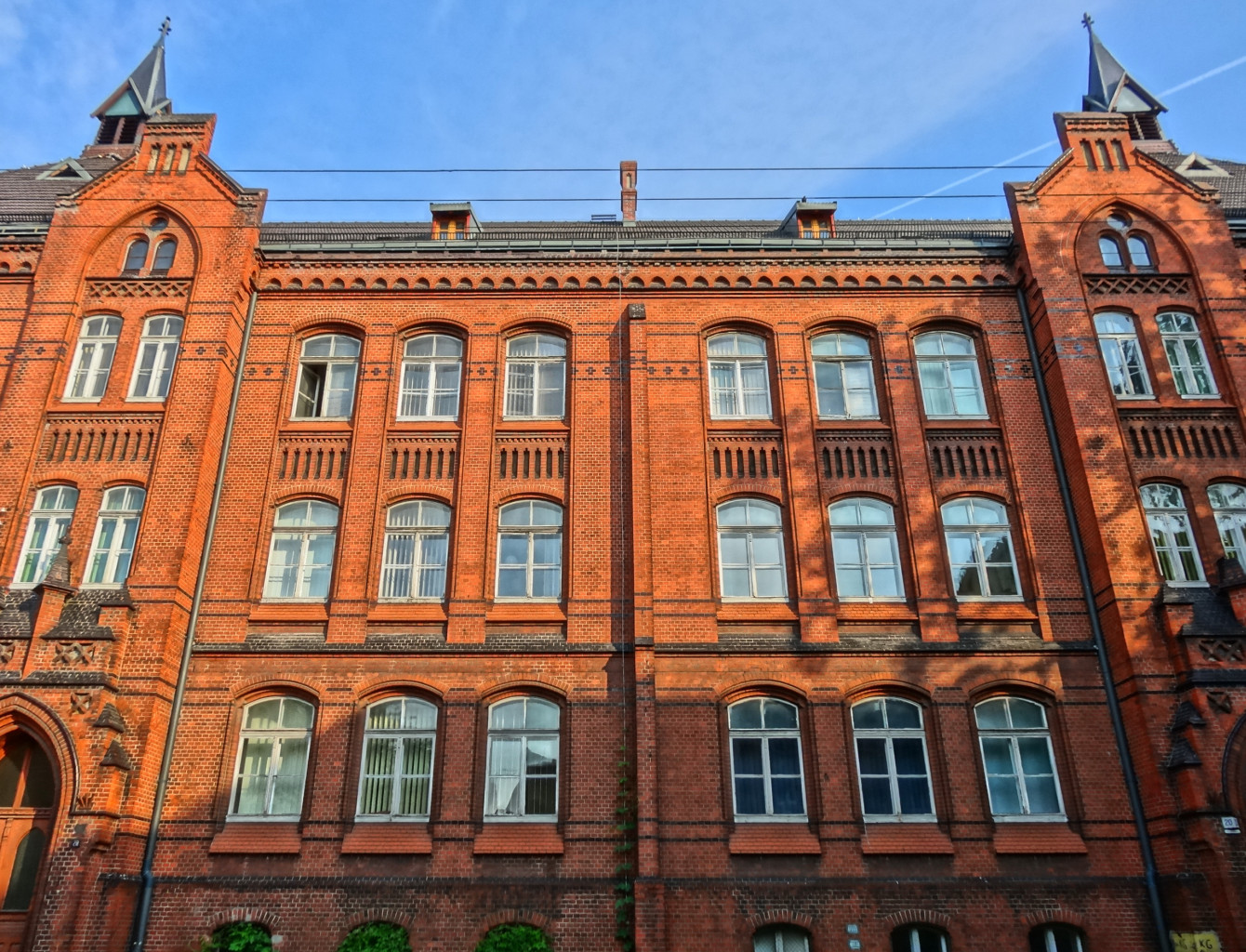
Budynek dawnej szkoły powszechnej, obecnie część kompleksu UTP

Ulica ojca Augustyna Kordeckiego w Bydgoszczy – dawniej jedna z najważniejszych ulic w układzie komunikacyjnym centrum Bydgoszczy, umożliwiająca przejazd na osi wschód-zachód oraz od Dworca Głównego w kierunku południowo-zachodniej częścią miasta, istotny z punktu widzenia funkcjonowania komunikacji miejskiej. Z tego powodu przez kilkadziesiąt lat na części ulicy funkcjonowała linia tramwajowa, po której  na elewacjach budynków zachowały się rozety do podtrzymywania przewodów trakcyjnych. W l. 1974-1975, po zasypaniu Starego Kanału Bydgoskiego, ulica uzyskała połączenie z ul. Królowej Jadwigi. W l. 80. XX wieku, po wybudowaniu dwupasmowej ul. Kruszwickiej, ulica straciła połączenie z placem Poznańskim, co znacząco zmniejszyło natężenie ruchu.

## Zabytki
Do wojewódzkiego rejestru zabytków wpisane są obiekty:
- kościół par. p.w. Świętej Trójcy, ul. Świętej Trójcy (d. Świerczewskiego) 26, 1910-12, nr rej.: A/752 z 20.09.1971
- kamienica secesyjna, ul. Kordeckiego 14 / Świętej Trójcy 29, 1901, nr rej.: A/1389 z 6.10.2008
- kamienica, ul. Kordeckiego 18, 1911, nr rej.: A/1599 z 13.10.2011
- dawna szkoła powszechna, ul. Kordeckiego 20, 1900-02, nr rej.: A/337/1-2 z 30.09.1992, obecnie część kompleksu Uniwersytetu Technologiczno-Przyrodniczego i pierwsza (od 1 września 1951) siedziba tej uczelni (wówczas jako Wieczorowa Szkoła Inżynierska)
- sala gimnastyczna, ul. Kordeckiego 22, nr rej.: j.w.

W 2018 zakończono remont kamienicy pod nr 24, której pieczołowicie przywrócono dekorację elewacji (z ryzalitem, boniowaniem, gzymsami i obramieniami okien). W 2021 przeprowadzono remont kamienicy nr 25 z 1910; w poprzednich latach odnowiono natomiast elewacje budynków nr 9, 11, 13, 19, 23, 27 i 29.

## Nazwy
Na pierwszych mapach, na których widnieje obecna ulica, znaleźć można nazwę Cichorienstrasse, co można tłumaczyć jako ulicę Cykorii. Następnie patronem został popularny w Prusach pisarz i polityk, a zarazem mieszkaniec Bydgoszczy Theodor Gottlieb von Hippel. Po włączeniu Bydgoszczy w granice Rzeczypospolitej w 1920 roku ulica otrzymała nazwę Kordeckiego. W późniejszym czasie, zarówno w 1939, jak i w 1945 zarówno Niemcy, jak i Polacy wracali do swoich pierwotnych nazw. Dopiero w 1950 ulicę poświęcono postaci Jana Olszewskiego - bydgoskiego radnego i członka związków zawodowych, a zarazem działacza KPP. W 1991 ulica wróciła do nazwy z okresu międzywojennego, co wymagało jednak zmiany nazwy ulicy Kordeckiego w Fordonie, który w 1973 stał się częścią Bydgoszczy.
- XIX w. Cichorienstrasse
- do 1920 Hippelstrasse
- 1920-1939 Kordeckiego
- 1939-1945 Hippelstrasse
- 1945-1950 Kordeckiego
- 1950-1991 Jana Olszewskiego
- od 1991 ojca Augustyna Kordeckiego.

## Komunikacja
Przez ulicę Kordeckiego nie przejeżdżają aktualnie żadne linie autobusowe i tramwajowe. W przeszłości funkcjonowały tutaj linie tramwajowe nr 1, 2, 3, 3bis, 5 oraz linie autobusowe nr 51, 56, 58, 61, 62 oraz 92.